# Ludwig Simon (Architekt)

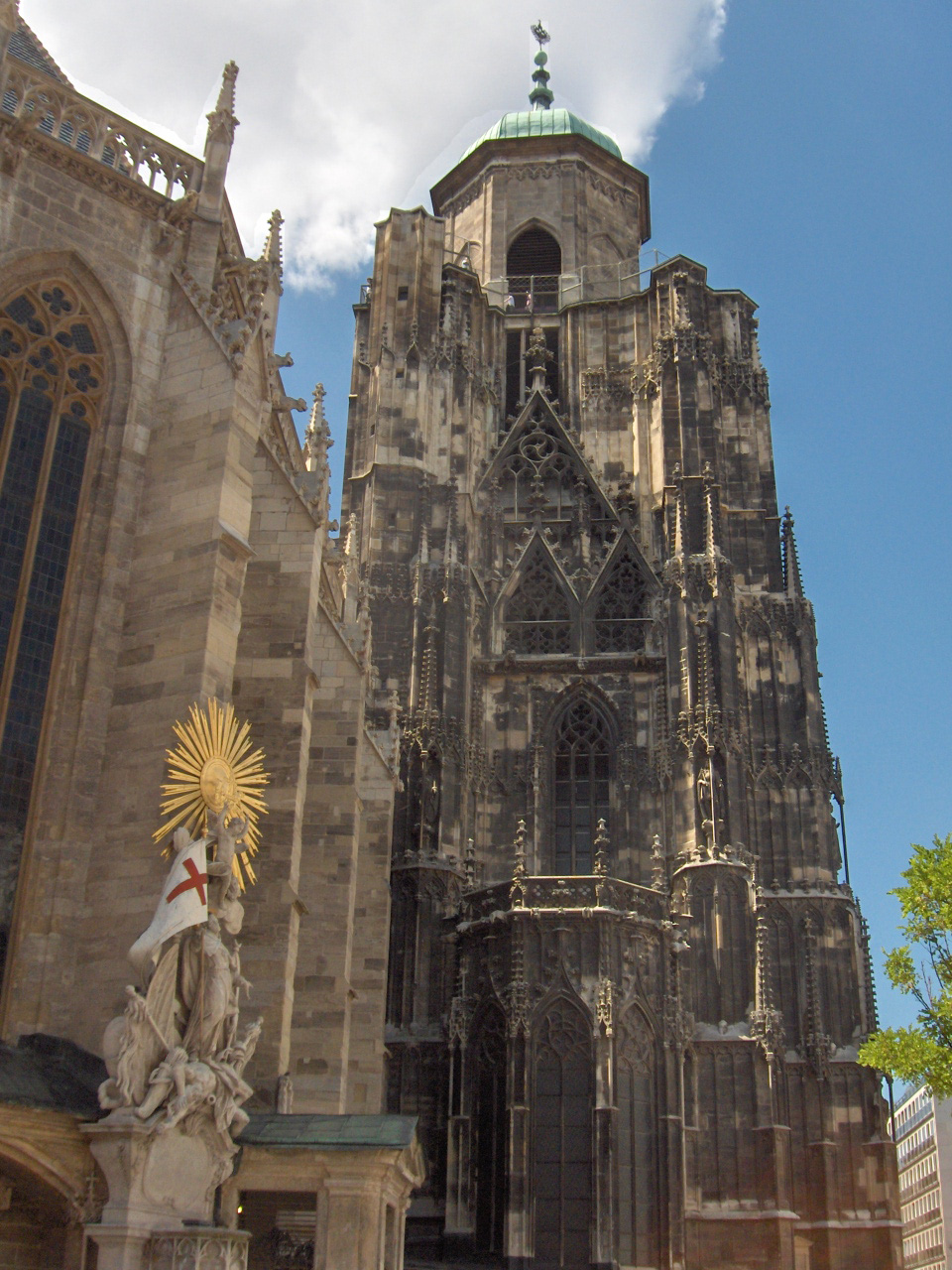
Der Nordturm von St. Stephan

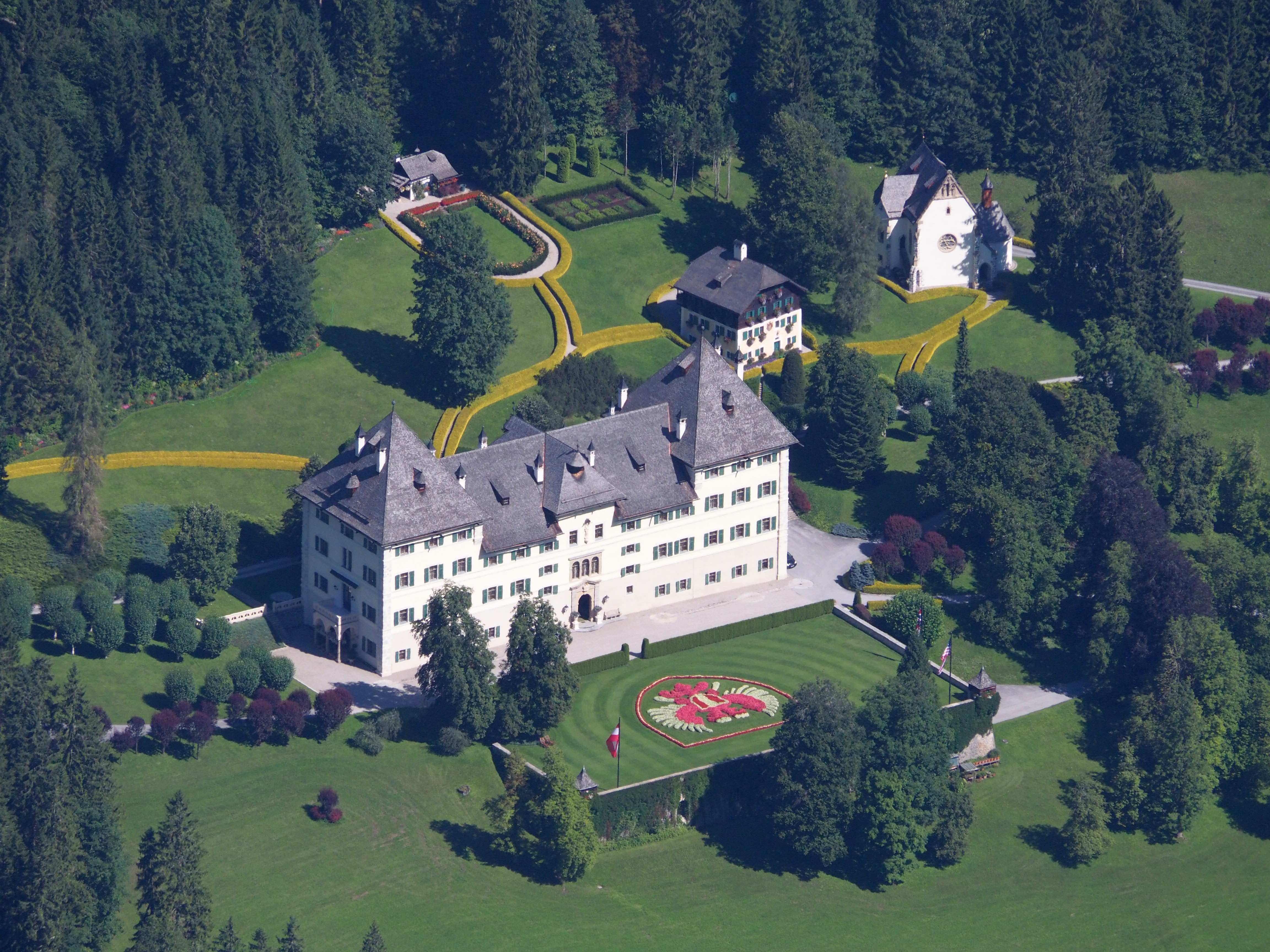
Schloss Blühnbach

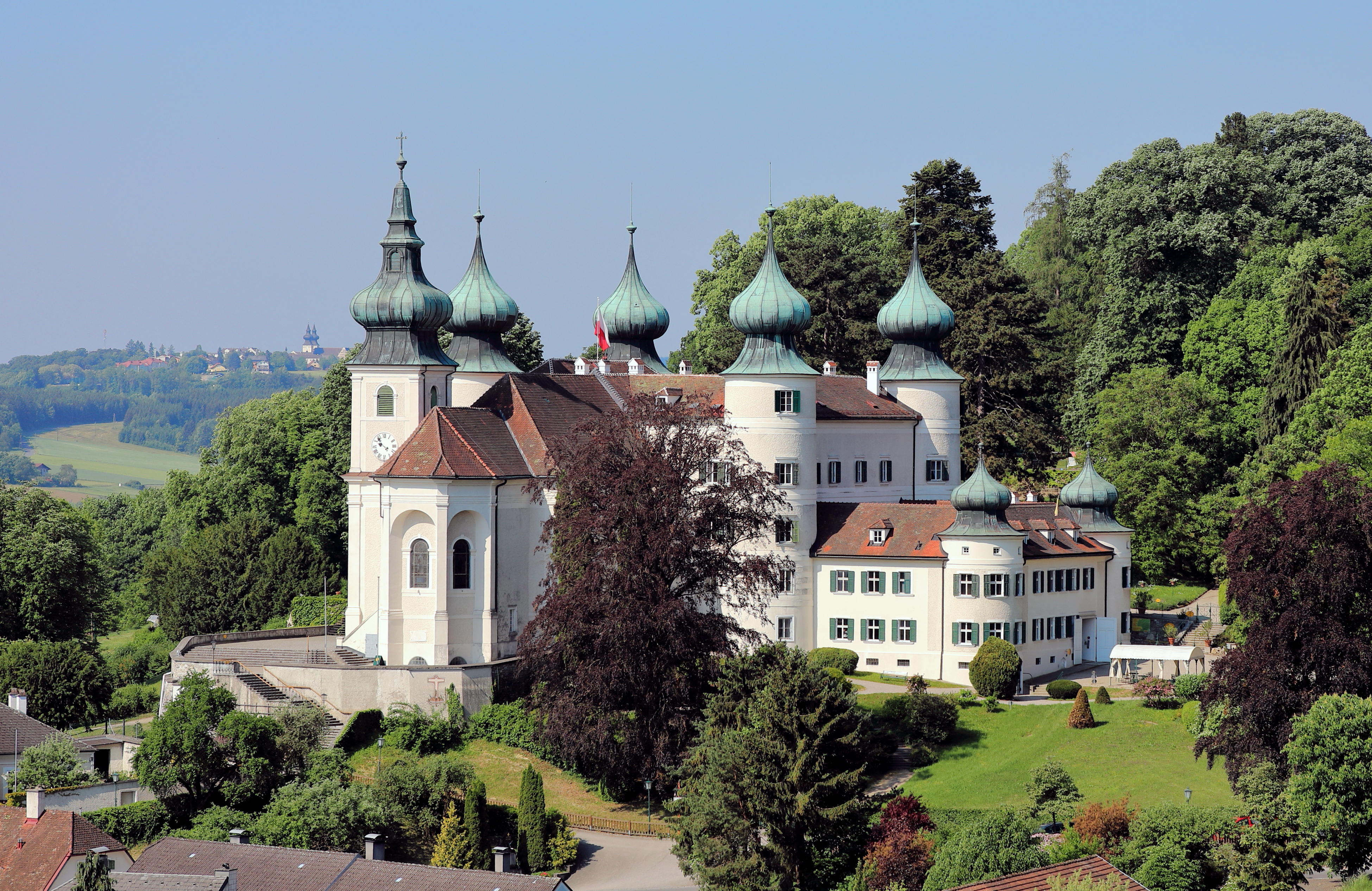
Schloss Artstetten

Johann Ludwig Simon (* 26. Mai 1856 in Riesbach; † 14. Jänner 1921 in Wien) war ein österreichischer Architekt.

## Leben und Werk
Ludwig Simon wurde 1856 in der damals selbständigen Gemeinde Riesbach bei Zürich geboren. Er studierte an der Kunstgewerbeschule Wien und von 1888 bis 1889 an der Akademie der bildenden Künste Wien, wo er ein Schüler von Friedrich von Schmidt war.
1901 erhielt Ludwig Simon den Auftrag zum Neubau von Burg Finstergrün im Lungau. 1902 bis 1903 leitete er den Wiederaufbau der Brigittakapelle in Wien, zu dieser Zeit scheint er bereits als Mitarbeiter im Dombaumeisteramt auf. 1908 wurde Simon als Nachfolger von Julius Hermann zum Dombaumeister von St. Stephan in Wien ernannt. Sein wichtigster Beitrag bestand in der Sanierung des unvollendet gebliebenen Nordturms, bei dem in größerem Umfang Steinerneuerungsarbeiten durchzuführen waren und dessen Skulpturen durch Kopien ersetzt wurden. Die Wiederherstellungsarbeiten am Nordturm kamen aufgrund der Verzögerungen durch den Ersten Weltkrieg erst 1923 unter seinem Nachfolger August Kirstein zum Abschluss. Für den 1913 verstorbenen Kardinal Franz Xaver Nagl schuf er in der Barbarakapelle des Nordturms ein Denkmal, das im Zweiten Weltkrieg zerstört wurde.
Daneben war Ludwig Simon als Mitglied der K.K. Zentral-Kommission zur Erforschung und Erhaltung der Kunst- und Historischen Denkmale tätig, für deren Vorsitzenden, den Thronfolger Franz Ferdinand, er mehrere Schlossumbauten durchführte. 1910 erfolgte der Umbau und Teilneubau von Schloss Blühnbach bei Werfen in Salzburg als Jagdschloss des Thronfolgers. Schloss Artstetten wurde 1912 umgebaut, um einen nördlichen Anbau erweitert und die Zwiebelhelme der Türme wurden rekonstruiert. Der 1913 geplante Ausbau von Schloss Ambras als Sommersitz der Familie von Erzherzog Franz Ferdinand unterblieb mit dessen Ermordung beim Attentat von Sarajevo.
Ludwig Simon starb am 14. Jänner 1921 im Alter von 64 Jahren. Er wurde auf dem Hietzinger Friedhof beigesetzt.